# Präsupposition
Der Ausdruck Präsupposition (von lateinisch praesupponere ‚voraussetzen‘) bezeichnet in der Sprachphilosophie und in der Linguistik eine implizite Voraussetzung. Eine Präsupposition ist eine Bedingung, die erfüllt sein muss, damit ein Satz überhaupt als wahr oder falsch beurteilt werden kann. Das Phänomen der Präsuppositionen wird teils der Semantik, teils auch der Pragmatik zugeordnet. Zuweilen werden auch Plausibilitätsbedingungen als Präsuppositionen behandelt.
Ein Sonderfall ist die Frage, ob die Verwendung von Eigennamen eine Existenzpräsupposition bedeutet, d. h. ob damit vorausgesetzt wird, dass das bezeichnete Objekt existiert und ob leere Eigennamen (ohne reales Objekt) als Kennzeichnungen verstanden werden müssen, unsinnig sind, oder in ein anderes Bezugssystem (im Sinne von frame of reference) gesetzt werden müssen.

## Klassische Beispiele
Von Gottlob Frege wurde der Begriff (nicht schon der Terminus) im Sinne der selbstverständlichen Voraussetzung, dass Eigennamen eine Bedeutung haben, entwickelt und in der analytischen Sprachphilosophie (Russell, Strawson) vertieft. Seit den 1970er-Jahren wird er auch in der Linguistik gebraucht.
Von Frege stammt das Beispiel:
„Kepler starb im Elend“.
Dieser Satz setzt voraus, dass es einen Menschen namens Kepler gab.
Von Bertrand Russell stammt das Beispiel:
„Der gegenwärtige König von Frankreich ist kahlköpfig“ („The present king of France is bald“)
Dieser Satz setzt voraus, dass Frankreich gegenwärtig einen König hat.

## Abgrenzung gegenüber anderen Begriffen
1. Die Präsupposition unterscheidet sich von der Proposition[4] und ist somit nicht Teil der eigentlichen Aussage.
2. Im Unterschied zur logischen Implikation ist die Präsupposition unter interner Negation konstant, das heißt, eine Aussage hat dieselben Präsuppositionen wie ihre interne Verneinung (ausführlich siehe unten).
3. Der Unterschied zwischen Existenzpräsupposition und semantischer Implikation besteht darin, dass sich diese Präsupposition mit der Existenz vorkommender Objekte, die durch Eigennamen o. Ä. bezeichnet sind, befasst. Die semantische Implikation prüft nur die Aussagekongruenz zweier Aussagen zueinander.
4. Die Präsupposition als „allgemeine Sinnvoraussetzung“[5] wird unterschieden von der Implikatur. Die meisten Präsuppositionen sollen allerdings „konventionelle Implikaturen“[6] sein.
5. „Die Präsuppositionen eines Fragesatzes sind mit denen ihrer möglichen Antworten identisch“[7] (das heißt zugleich, dass nicht nur Aussagesätze Präsuppositionen haben).

## Semantischer und pragmatischer Präsuppositionsbegriff
Die theoretische Erfassung der Präsupposition ist umstritten. Akademisch herkömmlich wird eine semantische und eine pragmatische Präsuppositionstheorie bzw. ein semantischer und ein pragmatischer Präsuppositionsbegriff unterschieden. Neuere Theorien versuchen eine Synthese der Ansätze.
- Die semantische, modern Peter Strawson zugeordnete Präsuppositionstheorie sieht in Präsuppositionen die Bedingungen, die vorliegen müssen, damit ein Satz wahr oder falsch sein kann, einem Satz ein Wahrheitswert (im Sinne der klassischen Logik) zugeordnet werden kann. Eine Präsuppositionsverletzung (engl. presupposition failure) führt zu einer Wahrheitswertlücke.
- Die pragmatische Präsuppositionstheorie versucht die Präsupposition vom Sprachgebrauch her zu erfassen. Es geht nach ihr nicht um die Frage des Wahrheitsgehaltes einer Aussage, sondern darum, ob eine Äußerung dem den Gesprächspartnern bekannten Weltwissen angemessen ist[10].

Im Hinblick darauf wird auch zwischen zeichengebundenen Präsuppositionen (als Teil der Semantik) und gebrauchsgebundenen (pragmatischen) Präsuppositionen (als Teil der Pragmatik) unterschieden. Letztere sollen nicht textgebunden sein und den Adressaten zwingen, „Informationen aus dem eigenen Weltwissen zu ergänzen“.

## Differenzierung nach Rescher
Nach Nicholas Rescher trägt ein Satz drei Präsuppositionen: dass er sinnvoll ist, dass er möglich ist und dass er wahr ist. So setzt der Satz „Schmidt hat dieses Verbrechen begangen“ z. B. voraus, dass Schmidt überhaupt ein handlungsfähiges Subjekt ist und dass die Handlung, mit der auf ‚dieses‘ verwiesen wird, tatsächlich ein Verbrechen ist (Sinn), dass Schmidt überhaupt in der Lage war, die Handlung zu begehen (Möglichkeit), und dass er es tatsächlich getan hat (Wahrheit).

## Präsuppositionsauslöser (Präsuppositionstrigger)
Präsuppositionsauslöser (auch: Präsuppositionstrigger, Trigger) sind Ausdrücke, die Präsuppositionen auslösen.
Im Deutschen gehören unter anderem dazu:
- faktive Verben: Beispiel: Der Satz „A hat nicht vergessen, dass B geschieht“ präsupponiert, dass B geschieht.
- implikative Verben: Beispiel: Der Satz „Der Politiker hat die Wahl nicht gewonnen“ setzt voraus, dass der Politiker kandidiert hat.
- Verben der Zustandsveränderung: Beispiel: Der Satz „A hat aufgehört zu rauchen“ präsupponiert, dass A zuvor geraucht hat.
- Spaltsätze: Der Satz „Es war nicht A, der B ermordet hat“ setzt voraus, dass B ermordet wurde.

## Die Rolle der Negation
Sprachlich lässt sich – die Terminologie geht auf Russell zurück – zwischen äußerer und innerer Verneinung unterscheiden. Die äußere Verneinung oder Satzverneinung entspricht der aussagenlogischen Negation und kehrt den Wahrheitswert eines Satzes um; im einfachsten Fall und eindeutig lässt sie sich durch Voranstellen einer Formulierung wie „Es ist nicht der Fall, dass“ ausdrücken. Bei der inneren Verneinung wird ein Negationswort in den betroffenen Satz eingebettet (zum Beispiel „Er ist nicht sterblich“, „Sie hat keine Glatze“). Innere Verneinungen können, müssen aber nicht im Sinn einer Satzverneinung gemeint sein.
Die Präsupposition eines Satzes gilt üblicherweise auch bei ihrer inneren Negation unverändert, wird jedoch bei ihrer äußeren Negation aufgehoben.

### Beispiele für die Interpretation zweier Negationen
| Satz                                                                                 | Präsupposition                                                         | Aussagegehalt des Satzes                                                                                      |
| ------------------------------------------------------------------------------------ | ---------------------------------------------------------------------- | --- |
| Die gegenwärtige Königin von Frankreich hat eine Glatze.                             | Frankreich hat gegenwärtig genau eine Königin.                         | Diese Königin hat eine Glatze.                                                                                |
| Die gegenwärtige Königin von Frankreich hat keine Glatze.                            | Frankreich hat gegenwärtig genau eine Königin.                         | Der Kopf dieser Königin ist behaart.                                                                          |
| Es ist nicht der Fall, dass die gegenwärtige Königin von Frankreich eine Glatze hat. | unter Umständen keine (unterschiedliche Interpretationen sind möglich) | Frankreich hat keine Königin (oder mehrere Königinnen), oder aber Frankreich hat genau eine behaarte Königin. |

### Formalisierung
Im einfachsten Fall lässt sich ein natürlichsprachlicher Aussagesatz mit Präsuppositionen formalisieren, indem man die Konjunktion aus einer geeigneten Übersetzung dieses Satzes und den Übersetzungen all seiner Präsuppositionen bildet. So wäre eine denkbare Formalisierung des Satzes „Es hat aufgehört zu regnen“ die Aussage {\displaystyle P\wedge \neg Q} mit {\displaystyle P}…„Es hat geregnet“ und {\displaystyle Q}…„Es regnet jetzt“ (wörtlich: „Es hat geregnet, und es ist nicht der Fall, dass es jetzt regnet“).
Prädikatenlogische Analysen geben einen tieferen Einblick; so lässt sich der natürlichsprachliche Satz „Peters Freundin ist krank“ wie folgt formalisieren:
{\displaystyle {\begin{aligned}&\exists xPx\wedge \forall x\forall y((Px\wedge Py)\rightarrow x=y)\wedge \\&\forall x(Px\rightarrow \exists yFyx)\wedge \forall x(Px\rightarrow \forall y\forall z((Fyx\wedge Fzx)\rightarrow y=z))\wedge \\&\forall x\forall y((Px\wedge Fyx)\rightarrow Ky)\end{aligned}}}
Dabei steht das einstellige Prädikat {\displaystyle P\_} für „_ ist Peter“, das einstellige Prädikat {\displaystyle K\_} für „_ ist krank“ und das zweistellige Prädikat {\displaystyle F\__{1}\__{2}} für „_1 ist die Freundin von _2“. Der gesamte Satz hat dann folgende Bedeutung:
1. Es gibt genau einen Peter, zusammengesetzt aus:
  1. Es gibt mindestens einen Peter, {\displaystyle \exists xPx}, und:
  2. Es gibt höchstens einen Peter, {\displaystyle \forall x\forall y((Px\wedge Py)\rightarrow x=y)}
2. „Jeder Peter“ (also auf Grund obiger Voraussetzungen der einzige Peter) hat genau eine Freundin, zusammengesetzt aus:
  1. Peter hat mindestens eine Freundin, {\displaystyle \forall x(Px\rightarrow \exists yFyx)}.
  2. Peter hat höchstens eine Freundin, {\displaystyle \forall x(Px\rightarrow \forall y\forall z((Fyx\wedge Fzx)\rightarrow y=z))}
3. Jede von Peters Freundinnen (auf Grund obiger Voraussetzungen also seine einzige Freundin) ist krank, wörtlich: {\displaystyle \forall x\forall y((Px\wedge Fyx)\rightarrow Ky)}

## Manipulativer Präsuppositionsgebrauch
Indem eine wesentliche Aussage in einer Frage oder einem Satz absichtlich präsupponiert wird, kann die Kommunikation manipuliert werden, indem der Gesprächspartner dazu gebracht wird, den präsupponierten Sachverhalt unhinterfragt zu bestätigen. Solche Präsuppositionen werden z. B. in Verfahren der objektiven Hermeneutik herausgearbeitet. Siehe auch Semper aliquid haeret.
| Beispiele: |
| ---------- |

- Fangfragen: Z. B. „Schlagen Sie eigentlich immer noch Ihre Frau?“. Trifft bei der Fangfrage die Präsupposition nicht zu, ist es für den Antwortenden nicht einfach, angemessen darauf zu reagieren. Dies kann zu Aufregung, Verlust der Gesprächskontrolle auf Seiten des Befragten führen, was ein Zweck, z. B. beim Aushorchen, dieser Art zu fragen sein kann.
- Erwartungshaltungen können mit Hilfe von Präsuppositionen indirekt transportiert werden, um so eine erhöhte Wirkung zu erzielen: Anstatt z. B. in einer Partnerschaft direkt zu sagen: „Ich erwarte, dass du heute Abend für uns kochst.“ kann man diese Erwartung in eine Präsupposition hineinlegen und diese Erwartungshaltung indirekt transportieren, indem man beispielsweise, ohne vorher den Umstand, dass der Partner überhaupt kocht, zu thematisieren, fragt: „Was kochst du denn heute Abend Schönes für uns?“ oder etwa „Wann hast du heute Abend das Essen fertig?“; denn beide Fragen präsupponieren, dass der Partner abends kocht. Die Indirektheit der Vermittlung der Erwartungshaltung führt zu einer Erhöhung der Wirkung der Äußerung dieser Haltung[15].

Generell ist die Neigung, präsupponierte Sachverhalte unhinterfragt zu bestätigen, psychologisch dadurch zu erklären, dass in der Kommunikation diese präsupponierten Sachverhalte gerade für das von den Kommunikationspartnern selbstverständlich Geteilte, für das sie Verbindende, stehen.